# Кузьменков, Юрий Александрович
Ю́рий Алекса́ндрович Кузьменко́в (16 февраля 1941, Москва — 11 сентября 2011, Жабкино, Московская область) — советский и российский актёр театра и кино. Заслуженный артист РСФСР (1980).

## Биография
Родился 16 февраля 1941 года в Москве. Вырос в простой семье: мать была парикмахером, отец — слесарем. Детство он провёл в Рязани – отец ушёл на фронт, а они с матерью отправились в эвакуацию.
Окончив школу, Юрий поступил в ПТУ, где стал учиться на токаря. Играл в заводском самодеятельном театре.
В 1964 году окончил театральную студию при Театре имени Моссовета (руководитель студии — Юрий Завадский). По окончании обучения в студии был принят в труппу театра.
В кино Кузьменков начал сниматься ещё будучи студентом. И хотя главные роли ему доверяли нечасто, режиссёры его заметили, и уже в конце 1960-х годов ежегодно выходило по несколько фильмов с его участием. Актёр нередко играл военных. Его герои всегда прямолинейны и напористы, с богатым чувством юмора и непоколебимой самоуверенностью.
В 1970 году режиссёр Алексей Коренев пригласил Кузьменкова на главную роль в свой фильм «Вас вызывает Таймыр», и его работа так впечатлила режиссёра, что спустя 2 года он снова предложил ему роль – в фильме «Большая перемена».
В 1970-х гг. Юрий Кузьменков был одним из самых узнаваемых и востребованных актёров советского кино. Даже когда ему доставались роли второго плана, его персонажи получались такими яркими, что запоминались зрителям наравне с главными героями.
Кузьменков сыграл десятки ролей в кино, а в 1980 году 39-летнему актёру было присвоено звание Заслуженного артиста РСФСР. Но в том же году случилась трагедия, которая разделила его жизнь на «до» и «после».
10 января 1980 года он поехал к жене и сыну в подмосковный дом отдыха. Зимняя дорога была скользкой, на повороте «Жигули» занесло и выбросило на встречную полосу. Произошло столкновение лоб в лоб, и в этой аварии актёр чудом остался жив – он получил серьёзные травмы, и если бы удар пришёлся на 2 миллиметра ближе к виску, он бы не выжил. Руки и ноги не пострадали, за исключением ссадин и ушибов, в отличие от лица. Особенно пострадала левая сторона лица – нижняя челюсть была сломана в нескольких местах. Четыре месяца жил с металлическими шинами-каркасами в челюсти, для того, чтобы срослись кости. Они срослись не совсем правильно, и несколько месяцев врачи их сдвигали при помощи специальных аппаратов. Период реабилитации проходил тяжёло, Юрий начал выпивать. На сцену театра смог вернуться только спустя год после аварии. Водитель второй машины серьёзных травм не получил.
В 1980-х годах Кузьменков появлялся на экранах, в основном, только в телеспектаклях.
Скончался на 71-м году жизни 11 сентября 2011 года на подмосковной даче от сердечного приступа. Похоронен на кладбище в Ленинском районе Московской области в деревне Жабкино.

## Семья
Жена (с 1963 по 2011) — Галина Николаевна Ванюшкина (род. 1940), советская и российская актриса театра и кино, театральный режиссер, помощник режиссёра Театра им. Моссовета, заслуженный работник культуры Российской Федерации.
- Сын — Степан Юрьевич Кузьменков, дипломат, работал в Постоянном представительстве России при ООН (советник, заведующий референтурой по правам человека и социальным вопросам)[6], начальник отдела, замдиректора Департамента по многостороннему гуманитарному сотрудничеству и культурным связям МИД РФ.
  - Две внучки и внук.

## Признание и награды
- Заслуженный артист РСФСР (1980)[7]

## Творчество

### Роли в театре
- «Шторм» — Матрос Виленчук
- «Василий Тёркин» — Василий Тёркин
- «День приезда — день отъезда» — Константинов
- «Превышение власти» — Егоров
- «Комната» — Дергачёв
- «Возможны варианты» — Тип из Мневников (Человек из Тропарёво)
- «Печка на колесе» — Василий
- 1984 — «Вдовий пароход», по повести И. Грековой; постановка Г. Яновской
- «Хромой Орфей»
- «Мамаша Кураж и её дети» Б. Брехта — Фельдфебель
- «Роковая опечатка» — Сухопаров
- «Белая гвардия» М. Булгакова — Камер-лакей
- «Кавалеры» — Ломбарди
- «Вишнёвый сад» А. Чехова — Симеонов-Пищик
- «Мужчины по выходным» — Зюзюкин
- «Сирано де Бержерак» Э. Ростана — Рагно
- «Фома Опискин» — Ежевикин

### Работы на телевидении
- 1968 — Мятеж (телеспектакль) — солдат
- 1972 — Доктор Жуков, на выезд! (телеспектакль) — Егор Иванович Жуков, врач неотложной помощи
- 1974 — «В восемнадцать мальчишеских лет» (телеспектакль), постановка Ии Мироновой — авиамеханик Алексеич
- 1977 — «Джентльмены, которым не повезло» (телеспектакль) — ковбой Гаррис
- 1994—1997 — «Армейский магазин» (1-й канал Останкино, ОРТ) — постоянный актёр рубрики «Пистон»[8]

### Роли в кино
- 1963 — Именем революции
- 1965 — Наш дом — пассажир с чемоданом
- 1965 — Западня — Климченко
- 1966 — Дни лётные — Андрей — АС
- 1966 — День приезда — день отъезда — Андрей
- 1967 — Журналист — Кузьменков, конферансье
- 1968 — Служили два товарища — солдат
- 1969 — Орлята Чапая — Степан Михайлович Костров, красный командир
- 1969 — У озера — пассажир поезда
- 1969 — Родом отсюда — Степан Жихарь
- 1970 — Две сестры — Кузя
- 1970 — Вас вызывает Таймыр — Дюжиков, снабженец (в титрах актёр указан как Кузменков)
- 1971 — Минута молчания — Костя Бокарев, старшина
- 1972 — Доктор Жуков, на выезд! — Егор Иванович Жуков, доктор
- 1972—1973 — Большая перемена — Ваня Федоскин, староста класса
- 1972 — Любить человека — Юрий Александрович Струмилин
- 1972 — Бой после победы — майор Лапин
- 1973 — Высокое звание (Фильм 1. Я — Шаповалов Т. П.) — Замполит
- 1974 — Три дня в Москве — Юрий Иволгин, космонавт
- 1974 — Весёлый калейдоскоп
- 1974 — В восемнадцать мальчишеских лет — Алексеич, авиамеханик
- 1974 — Потому что люблю — Анатолий Жук, старший лейтенант
- 1974 — Осень — старшина
- 1974 — Каждый день жизни — Гриша
- 1974 — Главный день — Борис Поздняков
- 1975 — В ожидании чуда — Александр Назаров, лейтенант милиции
- 1975 — Мальчик со шпагой — Георгий Матвеевич, капитан милиции
- 1972 — Доверие — Андрей Тимонин
- 1976 — 100 грамм для храбрости — Вася, алкоголик / пациент вытрезвителя
- 1976 —  26 скорый — капитан милиции Григорий, старший оперуполномоченный уголовного розыска (учебный фильм о задержании вооружённого преступника, снят по заказу МВД СССР)
- 1976 — Легко быть добрым — Дикушин
- 1976 — Огненное детство — комиссар
- 1976 — Несовершеннолетние — Отец Альки
- 1976 — Два капитана — Петя Сковородников
- 1976 — Додумался, поздравляю! — моряк-попутчик в поезде
- 1977 — По семейным обстоятельствам — Митюхин, водопроводчик
- 1977 — Корень жизни
- 1978 — Лес, в который ты никогда не войдёшь — Юрий, лесничий
- 1981 — Честный, умный, неженатый… — Гриша, участковый
- 1981 — Любовь моя вечная — Иван Русов
- 1981 — Крупный разговор
- 1982 — Инспектор ГАИ — Слава, зять Зыкина
- 1982 — Родителей не выбирают — Владимир, отец Лёши
- 1984 — Если можешь, прости — Фёдор
- 1985 — Победа — Гвоздков
- 1985 — Прыжок
- 1987 — Мужские портреты — Парфёнов
- 1988 — Ожог
- 1990 — Заложница — Николай Прокопьевич, инструктор по вождению
- 1990 — Охота на сутенёра
- 1990 — Шереметьево 2
- 1991 — Плащаница Александра Невского — Степан Гаврилович, милиционер
- 1991 — Пока гром не грянет
- 1991 — Яр
- 1995 — Ширли-мырли — пастух из деревни Селезнёвка Тульской области
- 1999 — Д.Д.Д. Досье детектива Дубровского — бамовец
- 2000 — Тайны дворцовых переворотов. Фильм 1. Завещание императора — Алексей Макаров
- 2001 — На углу у Патриарших-2 — Леонид Архипович Мартынов, вор по кличке «Крест»
- 2001 — Невозможные зелёные глаза — сторож Матвеич
- 2003 — Антикиллер 2: Антитеррор — капитан
- 2003 — Спас под берёзами (серия 5. Гастроль)
- 2003 — Тотализатор — водопроводчик
- 2004 — На углу у Патриарших-4 — Леонид Архипович Мартынов, вор по кличке «Крест»
- 2005 — Брежнев — Николай Викторович Подгорный
- 2005 — Плата за любовь — отец
- 2005 — Счастье ты моё — Никита, камердинер князя Печёрского
- 2005 — Убойная сила 6 (7 фильм «Выгодный жених») — Соколов
- 2006 — Угон (8 серия «„Тойота“ с начинкой»)
- 2006 — Трое сверху (телесериал) — Иван
- 2007 — Мальтийский крест — Сныть
- 2007 — Громовы. Дом надежды — партийный деятель, гость Валишевской
- 2007 — Снежный ангел — эпизод
- 2008 — Женщина без прошлого — дед
- 2008 — Колдовская любовь — пастух
- 2009 — Солдаты (сериал). Дембель неизбежен — Устиныч
- 2009 — Побег из «Новой жизни» (Украина) — хозяин клиники
- 2009 — Круиз — Олег Константинович, капитан судна
- 2010 — Небо в огне — дед Макар Степанович, командир партизанского отряда
- 2011 — Салями — Пётр Евгеньевич Чернышов
- 2011 — Пилот международных авиалиний — дед Иван
- 2011 — Бомбила — Николай Кузьмич
- 2011 — БАгИ — Лунин
- 2011 — Время и люди (в производстве)